# (3004) Knud
(3004) Knud (1976 DD) – planetoida z pasa głównego asteroid okrążająca Słońce w ciągu 4,17 lat w średniej odległości 2,59 j.a. Odkryta 27 lutego 1976 roku.